# Sán máng
Sán máng có tên khoa học là Schistosoma mansoni.  Đây là loại nội ký sinh trùng ở người, truyền theo đường tiêu hoá. Sán máng thuộc nhóm sán lá máu. Các triệu chứng lâm sàng là do trứng sán gây ra, con trưởng thành thì sống trong mạch máu gần ruột người.
Người bị nhiễm sáng máng do ăn hoặc uống phải thực phẩm hoặc nước có trứng sán. Trong cơ thể người, trứng nở thành sán, sán trưởng thành thường khu trú trong các tĩnh mạch của mạng lưới mạc treo của ruột, gây ra bệnh sán máng.
Bệnh này là một bệnh nhiệt đới rất phổ biến nhưng lại có xu hướng bị quên lãng. Tính đến năm 2016, đã có hơn 200 triệu người mắc bệnh này, ở khắp nơi trên thế giới, nhiều nhất là ở Châu Phi, Trung Đông, Caribbean, Brazil, Venezuela và Guyana, Suriname.

## Lược sử
Sán máng lần đầu tiên được ghi nhận nhờ Theodor Maximillian Bilharz là một bác sĩ người Đức ở Cairo, Ai Cập vào năm 1851 tại bệnh viện Kasr el-Aini. Ông Patrick Manson đã xác định nó là loài độc nhất vào năm 1902 tại trường Y học nhiệt đới và Vệ sinh London. Sau đó, Louis Westenra Sambon đã đặt tên loài là Schistosomum haematobium và Schistosomum mansoni vào năm 1907. Tên này tồn tại cho đến ngày nay.

## Hình thái
- Gọi là sán, nhưng loài này không giống như các loại sán lá khác có dạng dẹt, mà lại là những con giun hình trụ dài và lưỡng tính. Con đực dài khoảng 1 cm, rộng khoảng 0,1 cm.[3] . Nó có màu trắng và có một giác mút hình phễu ở đầu trước và một giác mút thứ hai ở bụng có cuống. Bao bọc cơ thể là một lớp kép gọi là màng, liên tục được đổi mới sau mỗi lần rụng tương tự như lột xác.[4] Bộ máy sinh dục đực gồm 6 đến 9 khối tinh hoàn, nằm ở mặt lưng. Có một ống dẫn tinh bắt đầu ở mỗi tinh hoàn, được kết nối với một ống dẫn tinh duy nhất giãn ra thành một ống chứa (túi tinh) ở đầu ống sinh dục.[5]
- Con cái dài hơn và mỏng hơn con đực: dài 1,2 - 1,6 cm và rộng 0,016 cm, khá giống giun tròn. Con cái có màu sẫm hơn, thường là màu xám, do sự có mặt của sắc tố hemozoin tiết ra từ ống tiêu hóa. Buồng trứng thuôn dài và có thùy khó nhận, nằm ở nửa trước của cơ thể. Một ống dẫn trứng ngắn dẫn đến vòi trứng, rồi đến vòi tử cung. Trong ống này có thể tìm thấy 1 đến 2 quả trứng, hiếm khi nhiều hơn. Lỗ sinh dục mở ra phía bụng.
- Ống tiêu hóa của cả con đực và con cái bắt đầu từ miệng, gồm một thực quản chia thành hai nhánh (phải và trái) và hợp nhất lại trong một manh tràng, sau đó kết thúc trong cơ thể mà không có hậu môn.

## Kết cấu
- Trứng có hình bầu dục: 115–175 µm x 45–47 µm, và đường kính trung bình ~ 150 µm. Mỗi trứng có các gai nhọn dễ bám vào vào thành nội quan của vật chủ.[6][7][8] Sau khi được thụ tinh, trứng nở thành ấu trùng Magicidium (từ tiếng Hy Lạp μειράκιον, meirakion, có nghĩa là non trẻ) hình quả lê, càng ngày càng dài ra, kích thước khoảng 136 μm x 55 μm. Đây thực chất là bào tử của động vật. Bề mặt  được bao phủ bởi các phiến biểu bì, phát sinh nhiều lông mao, trong đó có một số phát triển thành terebratorium chứa nhiều bào quan cảm giác.[9] Bên trong chứa đầy chất dịch gồm các hạt và túi glycogen.[10][11][12][13][14]
- Ấu trùng lớn lên và trưởng thành trong ruột người, đẻ trứng thải ra trong phân ngưrồi nhiễm vào nguồn nước. Gặp điều kiện thuận lợi, trứng nở giải phóng ấu trùng, gặp vật chủ trung gian là một loài ốc nước ngọt thuộc chi Biomphalaria. Bào tử Magicidium xâm nhập trực tiếp vào mô mềm của ốc, sinh sôi nảy nở rất nhanh chóng nhờ sinh sản vô tính, hình thành vô số bào tử con. Các bào tử con di chuyển đến gan và tuyến sinh dục của ốc sên. Trong vòng 2 - 4 tuần, chúng trải qua quá trình biến thái và phát triển thành dạng như cá, rồi nhờ tính hướng ánh sáng mà rời khỏi ốc sên vào nước.

## Vòng đời

#### Kí chủ trung gian
Sau khi trứng của ký sinh trùng sống ở người được thải ra phân và vào nước, miracidium chín sẽ nở ra khỏi trứng, sau đó tìm kiếm một loại ốc nước ngọt thích hợp thuộc chi Biomphalaria. Nó  xâm nhập trực tiếp vào mô mềm của ốc sên. Bên trong ốc sên, chúng mất lông mao và phát triển thành túi bào tử mẹ. Các túi bào tử nhân lên nhanh chóng bằng cách sinh sản vô tính, mỗi cái tạo thành nhiều túi bào tử con. Các bào tử con gái di chuyển đến gan và tuyến sinh dục của ốc sên, nơi chúng trải qua quá trình phát triển hơn nữa. Trong vòng 2–4 tuần, chúng trải qua quá trình biến thái và sinh ra cercariae đuôi chẻ. Được kích thích bởi ánh sáng, hàng trăm cercariae chui ra khỏi ốc vào nước. 

#### Máy chủ thực
Cercaria chui ra khỏi ốc sên vào ban ngày và chúng tự di chuyển trong nước với sự hỗ trợ của chiếc đuôi chẻ đôi, tích cực tìm kiếm vật chủ cuối cùng của chúng. Trong nước, chúng có thể sống tới 12 giờ và khả năng lây nhiễm tối đa của chúng là từ 1 đến 9 giờ sau khi xuất hiện.Khi nhận ra da người , chúng xâm nhập vào da trong thời gian rất ngắn. Quá trình này xảy ra trong ba giai đoạn:
- Bám vào da.
- Bò trên da để tìm kiếm vị trí thâm nhập thích hợp ( thường là nang lông) .
- Xâm nhập vào lớp biểu bì bằng cách sử dụng các chất tiết tế bào.

Sau khi tồn tại vài ngày trong da, sán máng đi vào hệ tuần hoàn bắt đầu từ hệ bạch huyết và tiểu tĩnh mạch ở da. Tại đây chúng hút và nôn ra máu dưới dạng hemozoin. Tiếp đến chúng di chuyển đến phổi (5-7 ngày sau xâm nhập) rồi đi chuyển đến gan cửa. Ở đó nếu gặp đối tác khác giới, sán máng phát triển sinh dục và thành "một vợ một chồng".
Chúng bắt đầu sản xuất trứng ( qua trên 32 ngày) ở gần ruột non bao quanh ruột già và manh tràng của vật chủ. Mỗi con cái đẻ khoảng 300 quả trứng mỗi ngày ( cứ sau khoảng 4,8 phút là có một quả).

#### Bộ gen
Schistosoma mansoni có 8 cặp nhiễm sắc thể (2n = 16), gồm 7 cặp nhiễm sắc thể thường và 1 cặp nhiễm sắc thể giới tính. Thể sán cái là thể dị giao tử, hay ZW, và thể đực là thể giao tử đồng nhất, hay ZZ. Giới tính được xác định trong hợp tử theo cơ chế nhiễm sắc thể. Bộ gen có kích thước xấp xỉ 270 MB với hàm lượng GC là 34%, 4–8% trình tự lặp lại cao, 32–36% trình tự lặp lại ở giữa và 60% trình tự sao chép đơn lẻ. Nhiều yếu tố lặp lại nhiều hoặc vừa phải được xác định, với ít nhất 30% DNA lặp lại . Các nhiễm sắc thể có kích thước từ 18 đến 73 MB và có thể được phân biệt bằng kích thước, hình dạng và dải C. 

## Sinh lý
Các nhà nghiên cứu phát hiện rằng kí sinh trùng có khả năng tiêu diệt tế bào hồng cầu để chiếm lấy chất dinh dưỡng tốt nhất ở độ pH 5,1 và nhiệt độ 37 °C. Cercariae bị thu hút bởi sự hiện diện của axit béo trên da của vật chủ chính.
Hệ thống thần kinh của ký sinh trùng chứa hạch hai thùy và một số dây thần kinh mọc ra mọi bề mặt của cơ thể; serotonin là chất dẫn truyền được phân bố rộng khắp hệ thần kinh và đóng vai trò quan trọng trong việc tiếp nhận thần kinh, kích thích khả năng vận động.

## Bệnh học

#### Né tránh khả năng miễn dịch của vật chủ
Giun trưởng thành và ấu trùng di chuyển qua hệ tuần hoàn máu của vật chủ để tránh hệ thống miễn dịch của vật chủ. Lớp vỏ bọc ngoài giun và hoạt động như một rào cản vật lý đối với các kháng thể và bổ thể của vật chủ.

#### Chẩn đoán
Sự hiện diện của S. mansoni được phát hiện bằng cách thử nghiệm giảm số lượng trứng trong phân. Thử nghiệm dựa trên phản ứng chuỗi polymerase (PCR) chính xác và nhanh chóng.  Tuy nhiên, chúng không được sử dụng thường xuyên ở các quốc gia có dịch bệnh phổ biến do chi phí của thiết bị và kinh nghiệm kỹ thuật cần thiết để vận hành chúng.

#### Ảnh hưởng
Nhiễm trùng S. mansoni thường xảy ra cùng với viêm gan do virus viêm gan B (HBV) hoặc vi-rút viêm gan C (HCV). Điều này là do tỷ lệ mắc bệnh sán máng cao ở những vùng có bệnh viêm gan siêu vi mãn tính phổ biến. Một yếu tố quan trọng là sự phát triển của ổ nhiễm trùng lớn do các chương trình kiểm soát bệnh sán máng rộng rãi sử dụng thuốc tiêm tĩnh mạch từ những năm 1960.  Đồng nhiễm trùng được biết là nguyên nhân gây suy thoái gan sớm hơn và bệnh nặng hơn.

## Dịch tễ học
S. mansoni thường được tìm thấy ở những nơi có điều kiện vệ sinh kém . Do sự lây truyền qua đường phân-miệng của ký sinh trùng , các vùng nước chứa chất thải của con người có thể lây nhiễm . Nước chứa nhiều loài ốc ký chủ trung gian có nhiều khả năng gây nhiễm trùng hơn. Trẻ nhỏ sống ở những khu vực này có nguy cơ cao nhất vì chúng có xu hướng bơi và tắm trong vùng nước bị nhiễm cercaria lâu hơn người lớn.  Bất kỳ ai đi du lịch đến các khu vực được mô tả ở trên và tiếp xúc với nguồn nước bị ô nhiễm đều có nguy cơ mắc bệnh sán máng.